# باول هيثكوت
باول هيثكوت (بالإنجليزية: Paul Heathcote)‏ هو طباخ بريطاني، ولد في 3 أكتوبر 1961 في بولتن في المملكة المتحدة.